# Dạ Lang
Dạ Lang (Khoảng thế kỷ 3 TCN - 27 TCN; tiếng Trung: 夜郎; Bính âm: Yèláng) là một vương quốc cổ đặt tại nơi mà ngày nay là tỉnh Quý Châu, Trung Quốc.